# 통합 게이트 정류 사이리스터

기호

통합 게이트 정류 사이리스터(integrated gate-commutated thyristor, IGCT)는 대용량의 전류를 제어할 수 있는 신형 반도체 소자이다.
GTO와 비슷한 사이리스터의 일종으로, 제어단자(gate) 신호로 켜고 끌 수 있으며 GTO에 비해 전도 손실이 적은 것이 특징이다. 또한 IGCT는 GTO에 비해 조금 더 고속의 스위칭이 가능하다. 최고 400KHz까지의 스위칭이 가능하지만, 변환 손실이 크기 때문에 보통은 500Hz 정도로 스위칭한다.
개발사는 스위스의 ABB이다.

## 같이 보기
- 사이리스터 - SCR
- 게이트 턴 오프 사이리스터 - GTO
- 절연 게이트 양극성 트랜지스터 - IGBT
- 금속 산화막 반도체 전계효과 트랜지스터 - MOSFET
- 전력 반도체 소자
- 전력 전자공학